# Hervé Filion
Hervé Arthur Filion, född 1 februari 1940, död 22 juni 2017, var en kanadensisk travkusk och travtränare. 

## Karriär
Filion föddes i Angers i Québec i Kanada den 1 februari 1940, och blev under sin karriär den första travkusken som tagit mer än 400 segrar under ett gånget år, något som han uppnådde ytterligare 14 gånger. Han segrade även i första upplagan av World Driving Championship 1970. Filion var länge den mest segerrika travkusken inom Nordamerikansk travsport, efter att ha tagit 15 180 segrar under sin karriär. Rekordet slogs den 26 mars 2012 av amerikanaren Dave Palone.
Han vann Harness Tracks of America Driver of the Year tio gånger.
År 2000 erkände sig Filion skyldig till att ha missat att lämna in inkomstdeklarationer till delstaten New York, vilket avslutade en femårig utredning av uppgjorda travlopp. Filion gick officiellt i pension i oktober 2012, och tog sin karriärs sista seger på Rideau Carleton Raceway i Ottawa, Ontario.
Filion avled den 22 juni 2017 av komplikationer från kroniskt obstruktiv lungsjukdom (KOL).

### Utmärkelser
1971 utsågs han till officer i Order of Canada och tilldelades Lou Marsh Trophy. 1976 valdes han in i Canadian Horse Racing Hall of Fame och United States Harness Racing Hall of Fame.

### Familj
Hervé Filion var bror till Yves Filion som tränade 1988 års segrare av North America Cup och Henri Filion (1941–1997) som avled av i samband med en olycka på Hippodrome d'Aylmer i Québec. Han var även farbror till Sylvain Filion som vann World Driving Championship 1999.